# Mano Negra Illegal
Mano Negra Illegal egy tribute-album, amit különböző (főként francia és spanyol) zenekarok  készítettek, Manu Chao és korábbi zenekara, a Mano Negra  munkásságának tiszteletére. Az album Manu Chao és Mano Negra feldolgozásokat tartalmaz, 20 zenekar előadásában. Az album 2001-ben került bolti forgalmazásba Franciaországban a Big Mama Records gondozásában.

## Tracklista
1. Ska-P – "Señor Matanza" (M. Chao/Mano Negra) – 3:35
2. Flor Del Fango + Arnaud Samuel (Louise Attaque) – "Sidi H' Bibi" (trad. arr Mano Negra) – 3:25
3. Yuri Buenaventura – "Mala Vida" (M. Chao) – 4:29
4. Les Caméléons – "Soledad" (M. Chao) – 2:35
5. Les Ogres De Barback – "La Ventura" (M. Chao) – 3:34
6. Freedom For King Kong – "King Kong Five" (M. Chao/Mano Negra) – 3:46
7. Big Mama – "Bala Perdida" (Mano Negra/Fidel Nadal]) – 4:34
8. Skunk – "Indios De Barcelona" (M. Chao) – 2:34
9. M'Panada – "Salga La Luna/El Jako" (M. Chao/Mano Negra) – 4:12
10. Grim Skunk – "Machine Gun" (M. Chao/Mano Negra) – 3:17
11. Le Maximum Kouette – "Out Of Time Man" (M. Chao/Mano Negra) – 4:03
12. Marcel & Son Orchestre – "Noche De Acción" (M. Chao) – 2:56
13. Rude Boy System – "It's My Heart" (Mano Negra) – 4:08
14. Les Fils De Teuhpu – "Patchuko Hop" (J. King Carasco) – 3:54
15. Fermín Muguruza – "Guayaquil City" (Mano Negra/T. Darnal) – 4:04
16. Kanjar'Oc – "Bring The Fire" (M. Chao/Mano Negra) – 4:20
17. Grave De Grave – "Madame Oscar" (M. Chao/Mano Negra) – 4:19
18. Percubaba – "Junky Beat" (M. Chao) – 2:55
19. Les Hurlements D'Léo – "Love And Hate" (M. Chao/Mano Negra) – 2:30
20. La Ruda Salska – "Ronde De Nuit" (M. Chao) – 3:17